# Praeludium (Järnefelt)
Praeludium für kleines Orchester is een in 1900 voltooide compositie van de Finse componist Armas Järnefelt. Het is de prelude van de vijfdelige suite voor klein orkest Sarja pienelle orkesterille, maar gaat sinds lange tijd als een zelfstandig werkje door het leven.
De vijf deeltjes van deze suite zijn:
1. Praeludium (het hier beschreven werk)
2. Andante
3. Scherzo
4. Adagio
5. Allegro

Een van de eerste keren dat de prelude te horen was, was tijdens een tournee van het Filharmonisch Orkest van Helsinki in 1900, toen het onder leiding van Robert Kajanus onder meer in Parijs en Den Haag werd uitgevoerd. Toen werd ook het Adagio gespeeld. Het werk werd daarna vooral in Engeland erg populair. Het is tussen 1909 en 1940 vijftig (!) keer uitgevoerd tijdens de Promsconcerten. Het was daarbij tweemaal te horen op de "Last night of the Proms", toen de programmering daarvan nog niet vaststond. Het verscheen dan ook op langspeelplaat Proms favourites. Ook heeft het werk de Verenigde Staten bereikt met uitvoeringen door het New York Philharmonic onder leiding van Fritz Reiner (1925) en door het Cleveland Orchestra onder leiding van Artur Rodzinski (1941).
De toonsoort van het werk is F majeur, het staat genoteerd in een 2/4 maat en heeft de tempoaanduiding Allegro quasi allegretto. 
De prelude kent de volgende bezetting: 1 dwarsfluit, 1 hobo, 2 klarinetten, 1 fagot, 2 hoorn, 2 trompetten, pauken, glockenspiel, triangel, bekkens en strijkinstrumenten. 
Er zijn daarnaast bewerkingen bekend voor piano tweehandig, piano vierhandig, kerkorgel en harmonieorkest. 
Het werk is opgedragen aan consul Sonja Wahl. De familie Järnefelt ging rond die tijd verhuizen van Finland naar Zweden. 
De uitgever van dit werk is Breitkopf & Härtel, Leipzig.